# Shelton Benjamin
Shelton Benjamin er født den 9. juli 1975 og arbejder han for WWE, (World Wrestling Entertainment). "The Pure Athlete" Shelton Benjamin startede at wrestle på University of Minnesota.
Hans popularitet er steget efter hans tid i WWE, hvor han har vist sine evner til de 2 WWE brands: Monday Night Raw og Friday Night Smackdown. Senere deltog han også i ECWs brand on Sci Fi.

## Karriere
I 2002 kom Shelton Benjamin til Friday Night Smackdown, dengang han stadig var en uerfaren amatør. Herefter dannede han og Charlie Haas hold (Team Angle) med den olympiske guldmedaljevinder Kurt Angle som manager. De dystede mod bl.a. Edge og Chris Benoit. Senere besluttede Charlie Haas og Shelton Benjamin at fortsætte duoen, og de vandt WWE Tag Team titlerne. De mistede efterfølgende titlerne under WrestleMania XIX til Tag Team duoen, Chavo Guerrero og Eddie Guerrero.
To år senere skiftede han til Monday Night Raw, hvor han hurtigt blev en del af aftenens optrædene og blev rost for sit talent. Han blev også WWE Intercontinental Champion hele tre gange. Han fik også lov til at være med i Money in the Bank Ladder Matchen under WrestleMania 21. Han deltog også i yderligere Royal Rumble kampe.
I 2006 var han endnu engang med i en Money in the Bank Ladder Match, denne gang under WrestleMania 22 hvor det heller ikke lykkedes ham at hive kufferten ned.
I 2007 blev han så indkaldt til ECW som erstatning for ECWs stjerne Chris Benoit, der var død. Shelton Benjamin sikrede sig en plads i WrestleMania 24's Money in the Bank Ladder Match.

## Wrestlingevner
Brands
- ECW (On Sci Fi)
- WWE (Smackdown og Raw)

Wrestling Stil
- Highflyer
- Technical

Navne
- Gold Standard
- Pure Athlete

Managers
- Kurt Angle
- Momma Benjamin

Tag Team Partnere
- Charlie Haas

Tag Team Alliance
- Brock Lesnar
- Carlito
- Chris Benoit
- Chris Jericho
- Chris Masters
- Gene Snitsky
- Kurt Angle
- Randy Orton
- Rob Conway

Titler
- WWE Intercontinental Championship Title (3x)
- WWE Tag Team Championship Title (2x)

Moves
- 450 Splash
- Bridging Northern Lights Suplex
- Bridging Release German Suplex
- Dragon Whip
- Falling Gutwrench Powerbomb
- Falling Neckbreaker
- Inverted Facelock backbreaker
- Jumping DDT
- Leaping Spike Reverse STO
- Release Exploder Suplex
- Roundhouse Kick
- Samoan Drop
- Somersault Plancha
- Spinebuster
- Stinger Splash
- Superkick
- T-Bone Suplex
- Top Rope Springboard Bulldog
- Turnbuckle Powerbomb